# Krayzie Bone
Krayzie Bone (Cleveland, 17 juni 1974), geboren als Anthony Henderson, is een Amerikaans rapper. Zijn bijnamen zijn, Leatha Face en Sawed-Off Gangsta. Hij was een van de oprichters van de rapgroep Bone Thugs-n-Harmony.
Hij bracht in 1999 zijn eerste album uit "Thug Mentality 1999". In 2001 kwam "Thug On Da Line". In 2003 bracht hij als Leatha Face "The Legends Underground (Part 1)" uit. In 2005 bracht hij "Gemini: Good Vs. Evil" uit. In 2006 won hij een MTV Video Music Award voor "Ridin" met Chamillionaire. In 2007 won hij een Grammy Award voor de hit "Ridin"
Op 14 april 2011 werd bekend dat hij de groep heeft verlaten.

## Albums
| Album met eventuele hitnotering(en) in de Nederlandse Album Top 100 | Datum van verschijnen | Datum van binnenkomst | Hoogste positie | Aantal weken | Opmerkingen                   |
| ------------------------------------------------------------------- | --------------------- | --------------------- | --------------- | ------------ | ----------------------------- |
| Thug Mentality 1999                                                 | 1999                  | 6-4-1999              | 4               |              | Verkocht 1.000.000 in Amerika |

- Bibliothèque nationale de France: cb14020362h (data)
- Gemeinsame Normdatei: 135156394
- International Standard Name Identifier: 0000 0000 5516 8039
- Library of Congress Control Number: no99036321
- MusicBrainz: 74425677-ddef-4e74-a201-7602316a718e
- Système universitaire de documentation: 158459326
- Virtual International Authority File: 27265099
- WorldCat: E39PBJvxpc6cd64dpBDrJJF3Qq